# Женщины в Лаосе

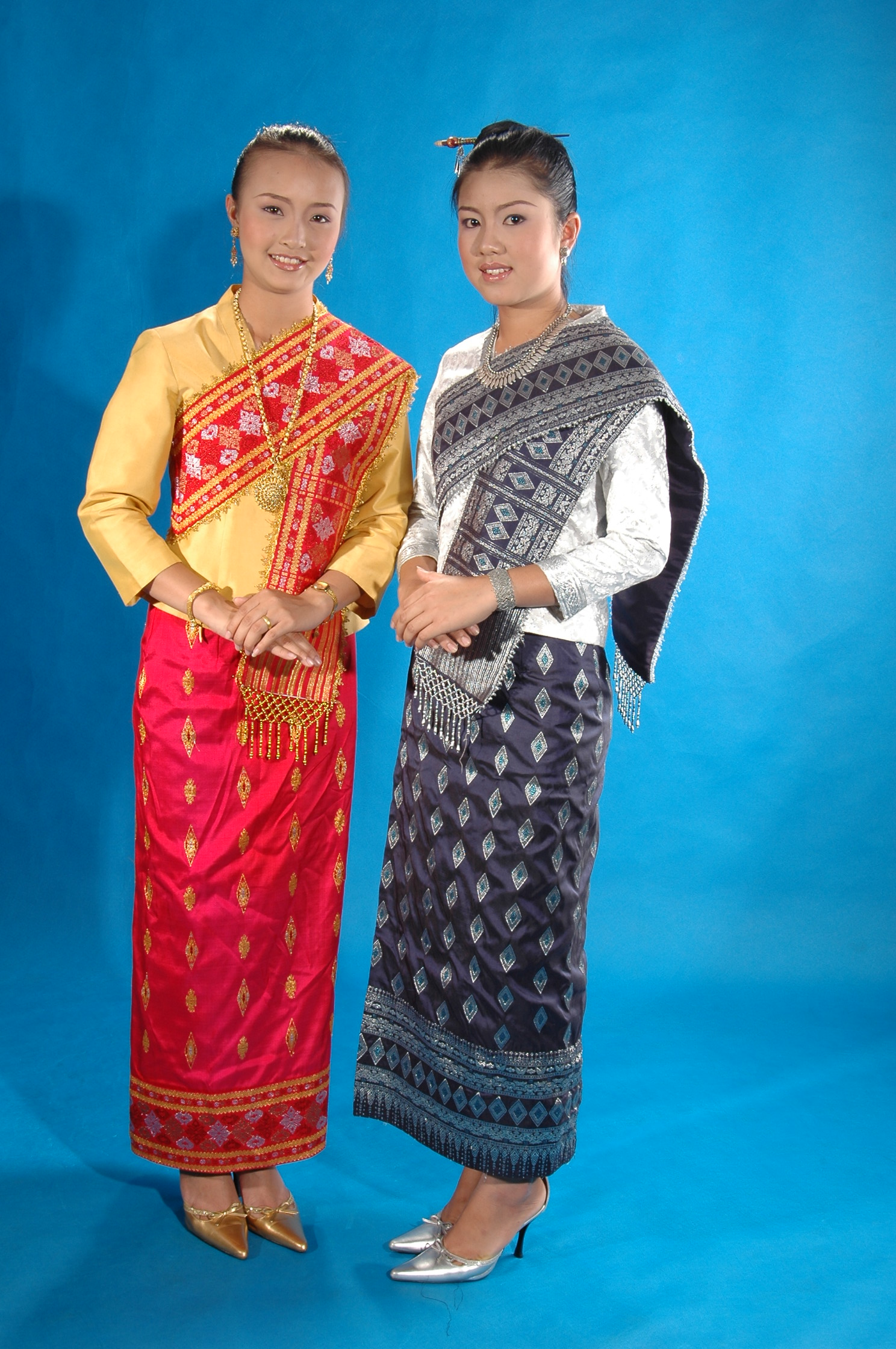
Две лаосские девушки в традиционной одежде

Лао́сские же́нщины уже давно активно участвуют в жизни общества своей страны, участвуют в политике, способствуют социальным преобразованиям и развитию, становятся активными в мире бизнеса и служат медсёстрами и производителями продуктов питания для вооружённых сил. Из-за модернизации и переселения из сельской местности лаосские женщины начали вести образ жизни, чуждый традиционным лаосским идеалам.

## Правовой статус

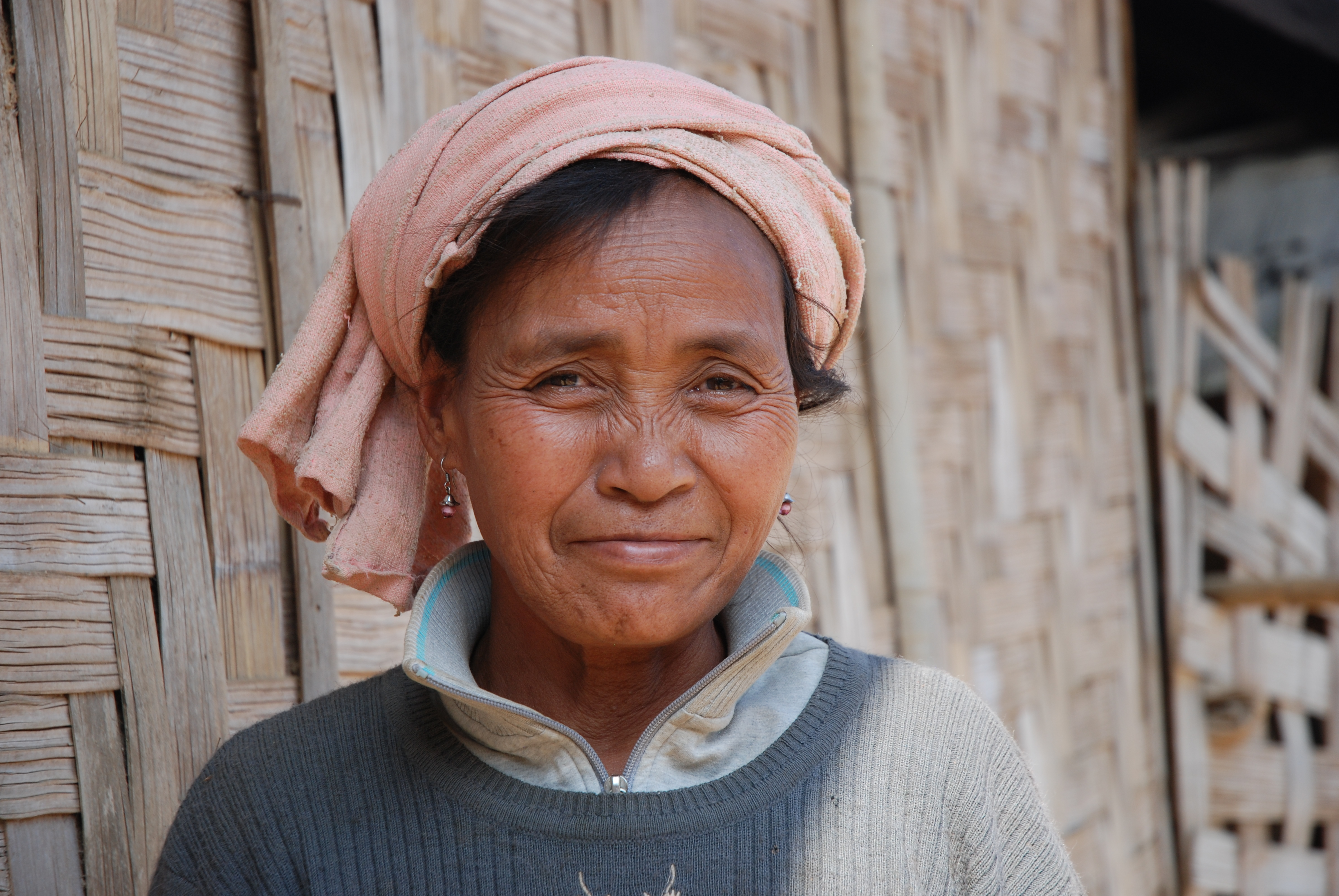
Женщина кхму в деревне Бан Хуай фей, провинция Луангпхабанг, Лаос

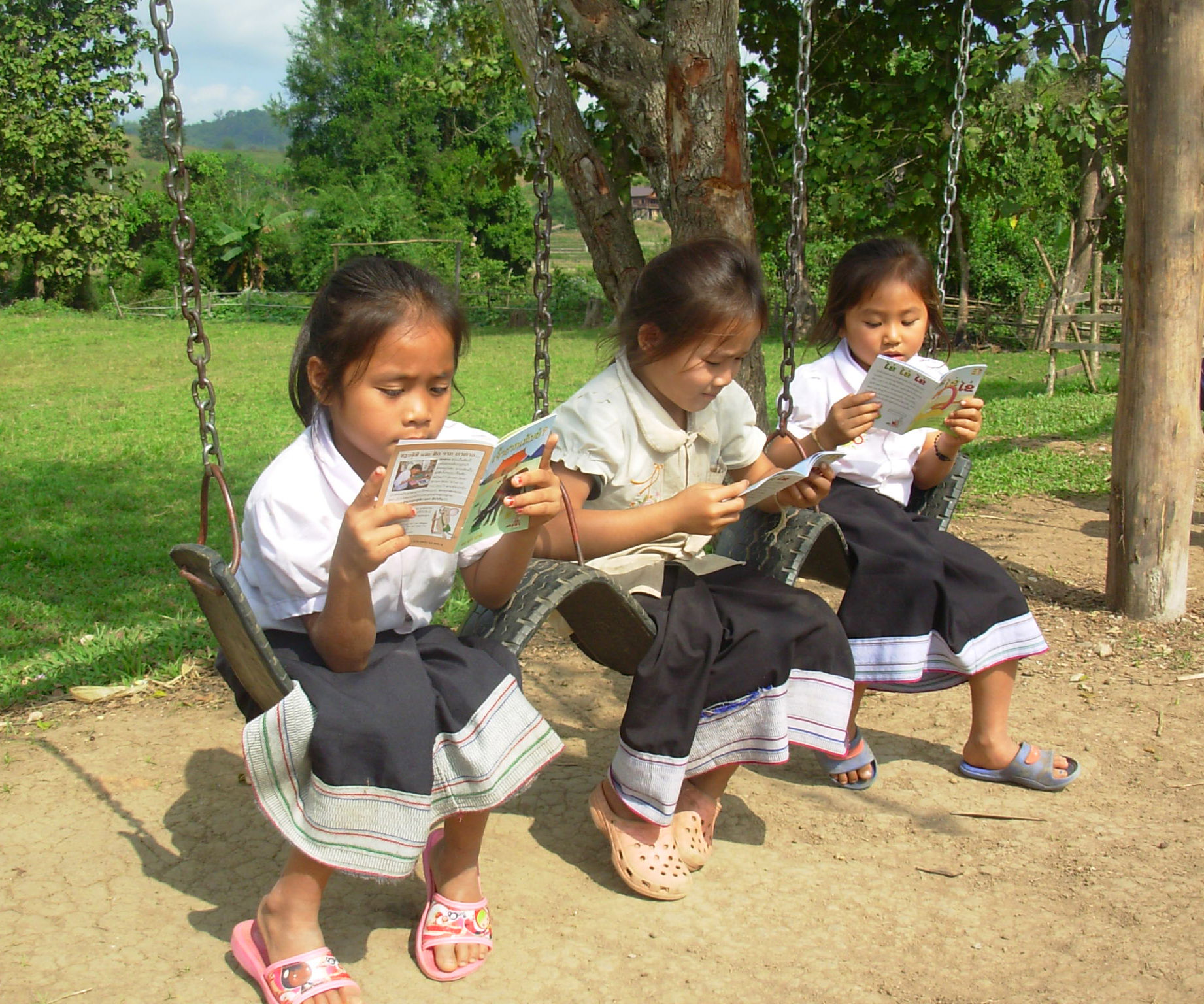
Лаосские девочки читают

Согласно Конституции Лаоса, лаосские женщины юридически равны лаосским мужчинам. Они имеют право голосовать и наследовать имущество. На практике роли и статус женщин в лаосском обществе часто зависят от этнической принадлежности. В некоторых случаях, например, в случае со статусом женщин из народов лао-лум, младшей дочери часто поручается забота о пожилых родителях в обмен на наследственные преимущества, в частности, наследование земель и бизнеса.
После получения наследства дочь не получает прямого контроля над землёй или бизнесом, так как её муж обладает исполнительной властью в таких вопросах. Другие женщины из различных этнических групп ничего не наследуют. В 1993 году правительство Лаоса учредило программу межевания земли и выдачи прав собственности, которая номинально была более выгодна для женщин-землевладельцев. Также были внесены изменения в законодательство: лаосские мужчины и женщины провозглашались «равноправными во владении имуществом», а Закон о семье гласил, что «любое имущество, приобретённое во время брака, считается совместной собственностью» и что «земля, принадлежавшая женщине до её брака остаётся её личной собственностью, как и любая земля, которую она унаследовала от своих родителей».

## Трудовая занятость
Многие сельские лаосские женщины берут на себя различные роли в своих общинах, занимаясь ремёслами, торговлей, здравоохранением и образованием, в дополнение к их традиционным ролям домохозяек и воспитательниц детей. На городском рынке труда и на правительственном уровне лаосские женщины недостаточно представлены, особенно на руководящих должностях. Что касается оплаты труда, женщины, как правило, получают более низкую заработную плату, чем мужчины.

## Религия
В соответствии с лаосским буддизмом и традиционными верованиями многих лаосских женщин учат, что они могут достичь нирваны только после того, как переродятся мужчинами.

## Образование

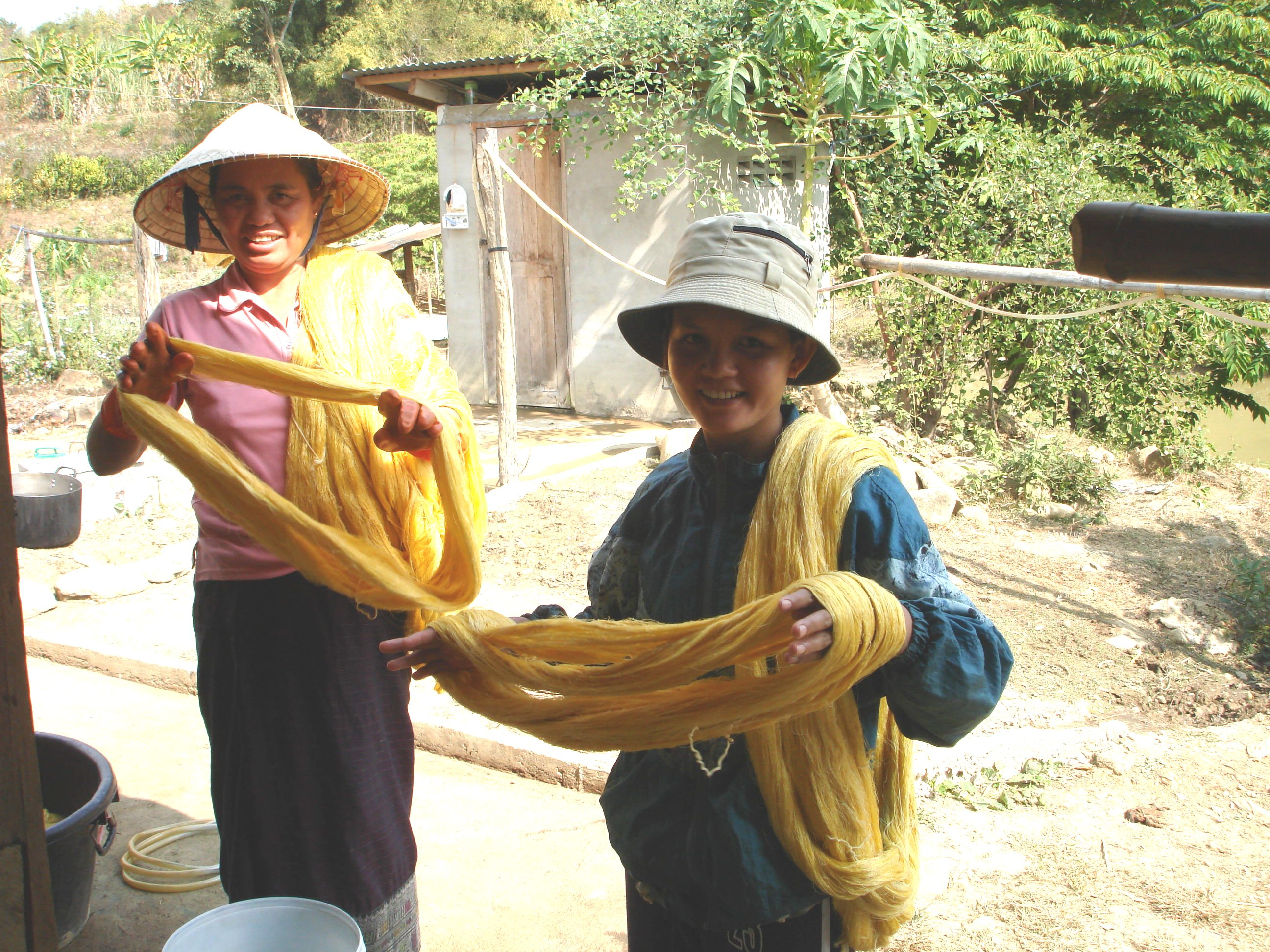
Две лаосские женщины и их изделие из шёлка.

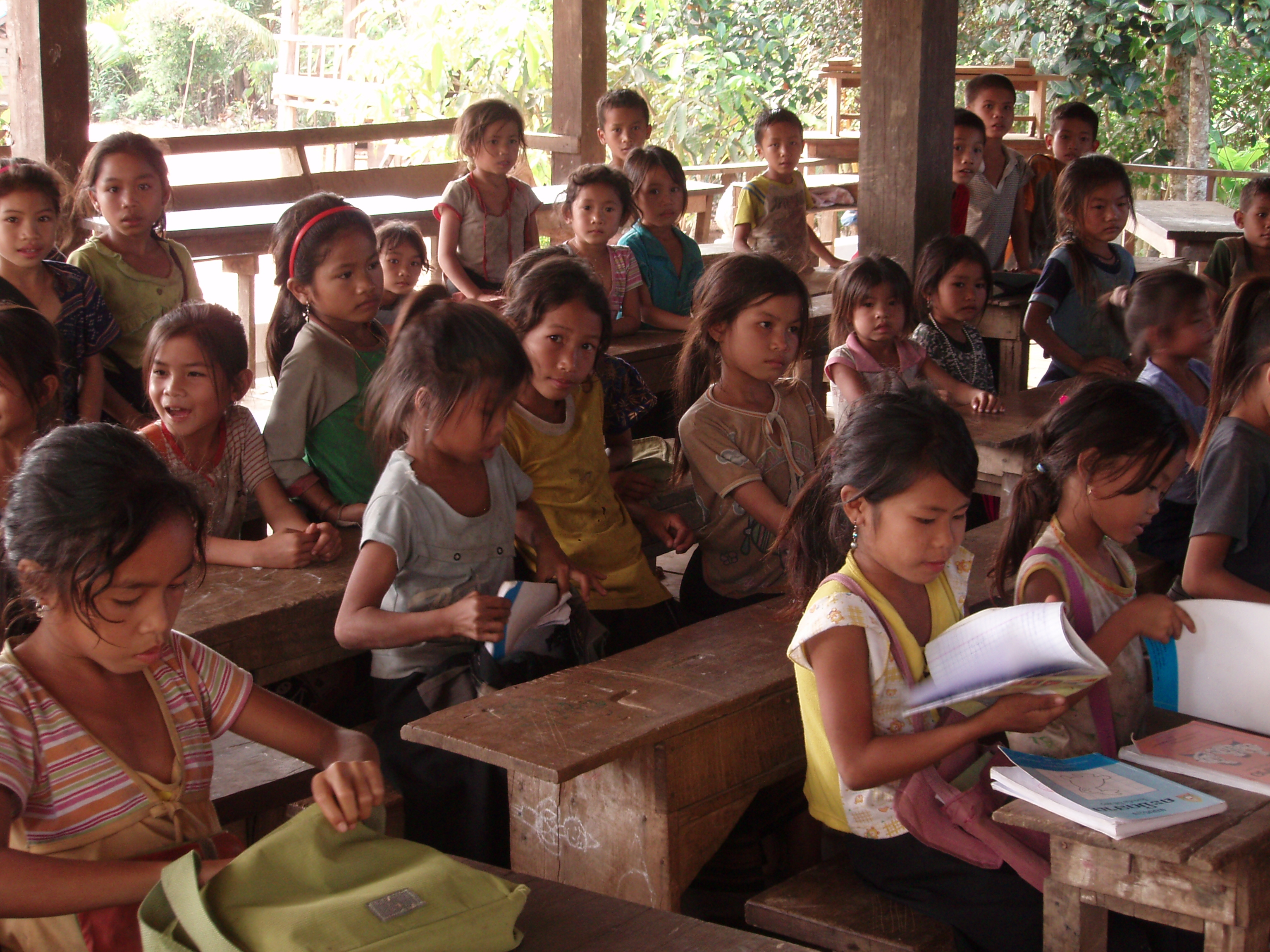
Школьницы в маленькой деревенской школе в сельской местности на севере Лаоса

В школу поступает меньше лаосских девочек, чем мальчиков. После Второй мировой войны многие женщины, такие как ткачихи шёлка из Бай Хай, стали всё чаще заниматься неквалифицированным физическим трудом. Несмотря на то, что в среднем они менее грамотны и образованы, чем мужчины (63% лаосских женщин умеют читать и писать по сравнению с 83% мужчин), лаосские женщины всё чаще становились основными кормильцами своих семей, особенно в сельской местности.
В последние десятилетия лаосские женщины получали выгоду от программ микрофинансирования, предлагаемых такими организациями, как Social Economic Developers Association. В рамках таких программ женщины проходят подготовку по созданию бизнеса, управлению бизнесом, закупке материалов, массовому производству, ведению переговоров о ценах на продукты, управлению финансами, маркетинговым стратегиям, навыкам письма, бизнес-планированию и принятию решений. Это предназначено для того, чтобы помочь женщинам расширить свои возможности и обрести «финансовую стабильность».
Ещё одна организация, занимающаяся образованием женщин, — это Лаосский центр развития женщин-инвалидов, учреждение, которое обучает лаосских женщин-инвалидов. Лаосский центр развития женщин-инвалидов был основан лаоской Тянпхенг Сивилаа, и в начале работы дал серию семинаров, а затем расширился в 2002 году. Ещё одна аналогичная группа, занимающаяся правами, расширением возможностей и здоровьем лаосских женщин, — это Комитет по улучшению положения женщин провинции Сайнябули.

## Политика
Женщины Лаоса получили право голосовать и быть избранными в 1958 году. Они по-прежнему недостаточно представлены в правительстве как на местном, так и на национальном уровне.
В последние десятилетия женщины заметно продвинулись в политике. В 1997 году Онтян Тхаммавонг стала одним из вице-президентов Национальной ассамблеи Лаоса. В марте 2011 года Национальная ассамблея провела семинар для 47 женщин-кандидатов в преддверии седьмых всеобщих выборов в Лаосе в апреле 2011 года, чтобы привить женщинам «важные обязанности в национальном законодательном органе».

## Брак
В лаосском обществе женщины, которые разводятся со своими мужьями, традиционно подвергаются стигматизации, часто им трудно найти другого супруга.

## Проституция и торговля людьми
Как и во многих более бедных государствах Юго-Восточной Азии, торговля людьми и проституция являются серьёзными проблемами для лаосских женщин.